# Dampiera fasciculata
Dampiera fasciculata är en tvåhjärtbladig växtart som beskrevs av Robert Brown. Dampiera fasciculata ingår i släktet Dampiera, och familjen Goodeniaceae. Inga underarter finns listade i Catalogue of Life.